# Bactris setosa
Bactris setosa är en enhjärtbladig växtart som beskrevs av Carl Friedrich Philipp von Martius. Bactris setosa ingår i släktet Bactris och familjen Arecaceae. Inga underarter finns listade i Catalogue of Life.